# Тверская (телесериал)
«Тверска́я» — российский детективный драматический телесериал. Производством сериала занималась компания «Алекс Медиа».
Премьера первого сезона сериала состоялась 24 октября 2022 года на телеканале «НТВ» и в онлайн-кинотеатре Premier.
Летом 2023 года стартовали съёмки второго сезона, состоящего из 20 серий. Он получил название «Тверская. Любой ценой». Премьера второго сезона состоялась 2 сентября 2024 года на телеканале «НТВ».

## Сюжет
Майор МВД Иван Соболев приезжает в Москву и сразу оказывается под подозрением в убийстве: его будущие коллеги ещё не знают, что он — их новый шеф, а именно — начальник УГРО отделения «Тверская». До переезда в столицу он воевал начальником СОБР в горячих точках, но получил ранение, несовместимое с дальнейшей службой в отряде. Ему предложили хорошую должность дома, в Сибири, но Соболев, имея скрытые мотивы, попросился в Москву. Появление Соболева на «Тверской» нарушает привычную жизнь сотрудников. Он с первых минут вызывает неприятие подчинённых: они любят Бондарева, которому как раз и пророчили место начальника УГРО. Бондарев хоть и не очень умный и удачливый, зато прямой, смелый и честный опер. А начальник полиции Зацепин вообще подозревает, что Соболев хочет подсидеть и его самого. Одним словом, отношения у Соболева и отделом, и с начальством, и с блестящим адвокатом Луизой не складываются.

## В ролях
| Актёр                 | Роль                                                 |
| --------------------- | ---------------------------------------------------- |
| Иван Колесников       | Иван Петрович Соболев майор МВД                      |
| Виталий Кищенко       | Сергей Михайлович Неретин                            |
| Сергей Сосновский     | Отец                                                 |
| Лукерья Ильяшенко     | Луиза Новикова адвокат                               |
| Полина Долиндо        | Анна Мишкина                                         |
| Кирилл Запорожский    | Игорь Лазарев                                        |
| Александр Красовский  | Фёдор Бондарев                                       |
| Виталий Андреев       | Лёв Абрамович Бернштейн                              |
| Игорь Филиппов        | Пётр Евгеньевич Зацепин начальник уголовного розыска |
| Дмитрий Орлов         | Арбузов                                              |
| Сергей Легостаев      | Степан Ракитин                                       |
| Рауль Ганеев          | Фарид                                                |
| Вячеслав Манучаров    | Баринов                                              |
| Ёла Санько            | Харламова                                            |
| Степан Абрамов        | Андрей Репенко                                       |
| Ксения Иванова        | Алёна Мировая                                        |
| Василий Мищенко       | Иван Липранди                                        |
| Александр Борисов     | Вяземский                                            |
| Виктор Низовой        | Мальцев                                              |
| Александр Дзюба       | Волков                                               |
| Максим Линников       | Зыкин                                                |
| Алексей Рыжков        | Герман                                               |
| Алан Догузов          | Гиви                                                 |
| Геннадий Кубеция      | Реваз                                                |
| Андрей Трушин         | О'Хара                                               |
| Иван Лаврухин         | Метлин                                               |
| Аскар Нигамедзянов    | Семенихин                                            |
| Игорь Кулачко         | Лис                                                  |
| Александр Марушев     | Скелет                                               |
| Дмитрий Гудочкин      | Николай Данилов                                      |
| Владислав Дунаев      | Олег Викентьев                                       |
| Виктория Пархоменко   | Маша Ногаева                                         |
| Михаил Павлик         | Ногаев                                               |
| Юрий Титов            | Скляро                                               |
| Екатерина Виноградова | Вера Бондарева                                       |
| Майя Вознесенская     | Горевая                                              |
| Сергей Апрельский     | Вячеслав Атаманский                                  |
| Вера Воронкова        | мать Лёвы                                            |
| Эдуард Аблам          | Михалыч                                              |
| Ольга Анохина         | бабушка Лёвы                                         |

## Список эпизодов
| Название | Название                   | Серии | Период премьерной трансляции |
| -------- | -------------------------- | ----- | ---------------------------- |
|          | «Тверская»                 | 10    | 24 − 28 октября 2022         |
|          | «Тверская. Любой ценой»    | 20    | 2 − 13 сентября 2024         |
|          | «Тверская. Здесь и сейчас» | 20    | 2025                         |

### Сезон 1
| № серии | Премьера   | Описание серии |
| ------- | ---------- | --- |
| 1       | 24.10.2022 | Из Сибири в Москву прибывает майор МВД Иван Соболев, который внезапно возглавляет в столице УГРО «Тверская». Новые коллеги вовсе не рады его назначению.                        |
| 2       | 24.10.2022 | Полиция не может найти налетчиков, совершивших ограбление подпольного казино и убийство чиновника Корбуша. Начальство приказывает Соболеву сфальсифицировать детали этого дела. |
| 3       | 25.10.2022 | Начальник охраны Неретина Ракитин пытается найти компромат на Соболева в Сибири. Тем временем Соболев расследует дело об убийстве наркодилера и полицейского.                   |
| 4       | 25.10.2022 | В квартире находят труп лауреата сталинской премии Василия Нагаева. Показания родственников выводят Соболева на возможного подозреваемого в совершении преступления.            |
| 5       | 26.10.2022 | Сосед находит трупы полицейского Сорокина и консьержки. В УСБ предполагают, что убийца – налетчик Сафа, но Соболев считает иначе. Между УСБ и Соболевым возникает конфликт.     |
| 6       | 26.10.2022 | В узбекском ресторане в холодильнике обнаружен труп повара Нияза Исламова. Соболев берется за расследование дела и решает начать с узбекской диаспоры.                          |
| 7       | 27.10.2022 | В квартире на Тверской обнаруживают труп супругов Таманцевых и охранника. Подозрения падают на курьера, недовольных конкурентов и совладельца компании убитых.                  |
| 8       | 27.10.2022 | Соболев пытается спасти похищенную Наташу, старшую дочь Бондарева. |
| 9       | 28.10.2022 | Следствие берется за дело об убийстве музыкального продюсера Новикова. Тем временем Соболев пытается разыскать убийц Арбузова, чтобы добраться до Неретина.                     |
| 10      | 28.10.2022 | В городе происходит несколько странных убийств, связанных только оружием, из которого они были совершены. Соболев и оперативники пытаются завершить разоблачение Неретина.      |

### Сезон 2
| № серии | Название             | Премьера   | Описание серии |
| ------- | -------------------- | ---------- | --- |
| 1       | Цветы зла            | 02.09.2024 | Снайпер на чердаке дома целится в адвоката Луизу, выходящую вместе с майором МВД, начальником УГРО Тверская Соболевым из здания. Любимая девушка Соболева ранена. На месте покушения сотрудники УСБ Волков и Зыкин опрашивают свидетелей. Соболев отстранен от расследования, но втайне продолжает им заниматься. Бизнесмен Липранди поручает Ракитину, начальнику СБ его недруга Неретина, который теперь работает на него, продолжать расследовать наркотему Неретина. Но люди Ракитина сталкиваются с людьми криминального авторитета по кличке Отец. Ракитин жалуется Липранди, что поляна отжата Отцом, он же вор в законе Папанин. Тем временем в машине на Тверской найден труп модного фотографа Корсунского, а чуть позже сгорает его фотостудия. Соболев приступает к расследованию этого дела. Под подозрение попадает и домработница Корсунского, и популярная бьюти-блогерша и стажер Виктория Ромашова… |
| 2       | Гимнастика для ума   | 02.09.2024 | В отделе новое дело: Ирина, жена художника Мясникова, приходит к нему в мастерскую и находит на полу труп мужа. У него размозжена голова, вокруг всё в брызгах крови. Окно распахнуто настежь. Ирина вызывает полицию. Под подозрение попадают сосед художника, его наркодилер и муза Жанна. В другом районе убивают Арсения Папанина по кличке Отец. Формально это расследование вне компетенции Соболева, но он негласно им занимается и едет к полковнику Ставскому, который ведет это дело. Начальник УСБ Вяземский поручает своим сотрудникам Волкову и Зыкину провести очередную негласную проверку Соболева. У тех давний зуб на Соболева, они мечтают посадить его за решётку. Соболев продолжает негласно при помощи своих оперов и Мишкиной расследовать покушение на Луизу и выходит на предполагаемого заказчика покушения… |
| 3       | Милый мой бухгалтер  | 03.09.2024 | Во дворе жилого дома обнаружен мертвым Виктор Любимов. Орудие убийства – нож. Любимов не был ограблен: найдены документы, деньги и телефон. На мизинце остался отпечаток пальца, который принадлежит алиментщику Емелину, но у него есть алиби. Во дворе дома в упор расстреливают бывшего коллегу Любимова Донцова, их вместе уволили с работы, как проворовавшихся сотрудников. Отдел начинает расследование. На Тверской Соболев встречает Михалыча, который только что вернулся из Бутово… Луиза все еще в больнице, Соболев навещает ее в костюме бурого медведя… В один из вечеров, выходя из отдела, Соболев спасает незнакомую девушку от рук кавказцев. Девушка представляется Полиной Шароватовой… |
| 4       | Кармический удар     | 03.09.2024 | Вечером дворник дома на Тверской Нияз слышит у дворовой площадки звуки ссоры и выстрелы. Он выглядывает и видит убитого мужчину и двух парней, которые кирпичом добивают женщину. Нияз прячется за углом и вызывает полицию. На место прибывает Соболев со своими оперативниками. У убитых ничего не похищено. Устанавливают личность убитого: это преступный авторитет Дизель, он застрелен двумя выстрелами, а его жена доставлена с черепно-мозговой травмой в больницу. Параллельно расследованию, Соболев через Мишкину выясняет, что за взрывное устройство убило Отца. На уцелевших фрагментах СВУ сохранились отпечатки пальцев. За Соболевым по-прежнему следят Волков и Зыкин. Они не замечают, что за Соболевым (и за ними тоже) следит кто-то ещё… |
| 5-6     | Золотые рыбки        | 04.09.2024 | С небольшим интервалом в районе Тверской происходят вооруженные ограбления антикварных магазинов. Во всех случаях грабили девушки, которых интересуют старинные украшения семьи Долгоруковых. После совершения налета девушки садятся в машину, а чуть позднее их находят убитыми в дворах неподалеку. Расследование поручено Соболеву и его оперативникам… Луизу выписывают из больницы. Она признается, что у нее провалы в памяти… Неретин сообщает Соболеву, что Липранди готовит крупную сделку по продаже оружия. Михалыч по просьбе Соболева активно следит за сотрудником правоохранительных органов Мальцевым. Луиза устраивает Соболеву романтическое свидание на крыше, которое прерывает звонок Полины, в квартиру которой кто-то влез. Соболев вынужден пригласить Полину к себе домой, чтобы она была в безопасности. Происходит очередное ограбление ювелирного магазина, но в третий раз девушка, ассистировавшая грабителю, остается в живых. Она и помогает оперативникам Соболева вычислить и поймать преступника. Отец Луизы вызывает Соболева на серьезный мужской разговор, пытаясь внушить ему, что Луиза Соболеву не пара.                           |
| 7       | Цена красоты         | 05.09.2024 | К участковому обращается бдительная гражданка одного из домов на Тверской: она обнаружила вскрытый подвал. Участковый с гражданкой отправляются туда и находят два трупа, мужчины и женщины. У женщины нет внешних признаков насильственной смерти, а мужчина задушен: на шее след от удавки. На место вызывают Соболева и его опергруппу. Оба покойника не похожи на наркоманов, прилично одеты, но ни телефонов, ни документов, ни денег, ни ювелирных украшений при них нет. Первая версия – разбой. Двух оперов посылают на отработку ранее судимых за разбои, имеющих отношение к этому району… Продолжая расследовать убийство Отца, Соболев выясняет, что Паршин только заложил взрывчатку в машину Отца при техобслуживании, а привёл её в действие кто-то другой: у механика Паршина на момент убийства Отца алиби. Соболев уверен, что к убийству Отца причастен Липранди… |
| 8       | Роковая спешка       | 05.09.2024 | Управляющая бутиком на Тверской Галина Маркова выясняет, что одна из купюр в выручке фальшивая. Она просит охранника Сотникова посмотреть по камерам, кто мог расплатиться этой купюрой. В этот момент в бутик врывается нервный тип со шрамом от ожога, убивает Маркову, стреляет в Сотникова, забирает из кассы выручку, включая фальшивку и убегает. Соболев с операми приезжает на место преступления. Выясняется, что у Марковой был роман с раненым охранником, она собиралась разводиться с мужем…Луиза выигрывает дело о разделе имущества Липранди. Соболев устраивает по этому поводу романтический ужин, которому мешает появление Полины… |
| 9-10    | Последний танец      | 06.09.2024 | В ночном клубе «Взрослые сказки» работают три танцовщицы – Марго, Лиля и Анфиса. После очередного выступления Марго бесследно исчезает. Чуть позже в своей квартире находят убитым охранника клуба Емельянова. Лиля падает из окна своей квартиры, но остается живой. Отдел Соболева приступает к расследованию. Прямо у оперов под носом, во время осмотра места происшествия убивают охранника клуба Мишу… Соболев встречается с журналистом, который рассказывает ему о киллере Рогове и о том, что рядом с ним мелькало имя Хаски. Неретин поясняет ему, что Хаски – это киллер Ракитина, который сейчас работает на Липранди… Михалыч выслеживает, где находится конспиративная квартира Мальцева, Соболев отправляется туда и находит сумки, полные денег… Анфиса предпринимает вторую попытку убрать Марго: переодевшись медсестрой, она приходит в больницу, но там ее уже ждут Соболев и Бондарев… Луиза ревнует Соболева к Полине… Ивана переводят на работу в Комсомольск и перед вступлением в новую должность дают месяц отпуска. Неретин выходит из здания суда после оглашения приговора: пять лет условно. На глазах у Соболева в Неретина стреляет снайпер… |
| 11      | Смерть звездочета    | 09.09.2024 | В квартире найден труп известного астролога Варшавского. За Луизой и Полиной ставят наружку, которую Полина сразу замечает. Мишкина обращает внимание, что нитки на пуговице, обнаруженной на месте укрытия киллера, не оборваны, а аккуратно срезаны. Ракитин рассказывает Липранди о роли Соболева в крахе Неретина и считает, что он опасен. Соболев тайно приезжает в больницу к Неретину и склоняет его работать против Липранди. Они уходят из больницы через чёрный ход и прячутся у Михалыча. Луизе поступают звонки от неизвестного с требованием перестать заниматься делом Гаева, а затем на нее совершают нападение... |
| 12      | Бумеранг из прошлого | 09.09.2024 | Отдел Соболева расследует убийство хозяйки массажного салона Ирины Ильиной. Оперативники устанавливают, что салон был прикрытием элитного публичного дома. УСБшники Зыков и Волков перехватывают разговор Левушки с Михалычем и задерживают Соболева. Луиза передает в УСБ запись, подтверждающую алиби Соболева в деле покушения на Неретина. С него снимают все обвинения. На охоте Липранди обсуждает покупку ракет. Ракитин сдаёт Неретину подробности сделки с оружием... Соболев подключается к делу Ильиной и узнает, что недавно ей звонили из психиатрической больницы Костромы. |
| 13      | Актуальная повестка  | 10.09.2024 | Во дворе дома на Тверской, прямо на глазах родителей похищают их сына, девятнадцатилетнего Илью. Поиск похитителей поручают Соболеву и его оперативникам. Неретин скрывается в квартире, которую для него снял Соболев. Он предлагает перепроверить информацию о сделке с оружием, которую готовит Липранди. Соболев находит у Неретина шокер. Теперь он не сомневается, что за гибелью Ракитина стоит Неретин. Соболев встречается с Гиви, который нашел кавказцев, напавших на Полину. Тот признается, что ему не нравится наркотрафик в его районе, крышуемый Мальцевым. В случае его устранения Гиви согласен разобраться с наркоторговцами. |
| 14      | Хромая судьба        | 10.09.2024 | В ванной собственной квартиры обнаружено тело Ларисы Бактаровой. В ходе следствия выясняется, что произошло убийство. Подозрение падает на мужа, но у него железное алиби. После рапорта Мальцева Соболева решают назначить заместителем начальника отдела криминальной полиции. Он выходит на след убийцы Ларисы Бактаровой. Выясняется личность неуловимого киллера Хаски... |
| 15      | Розыгрыш             | 11.09.2024 | На улице похищают совладельца крупной фармацевтической компании Виктора Денисова. Его заталкивают в машину и привозят в подвал, где уже вырыта свежая могила. Денисов оказывает сопротивление похитителям и бежит, застрелив одного из злодеев...У Неретина появляется план, как вывести Липранди из игры и вернуть себе свой бизнес. Соболев дает команду Льву проследить за любовницей Неретина Мариной. |
| 16      | Пейзаж с коровами    | 11.09.2024 | В своей художественной галерее убита Елена Краснова. При осмотре места преступления выясняется, что Елена отключила камеры в ожидании гостя. Лазарев продолжает следить за Мишкиной. Соболев просит Гиви о помощи: нужно развести Кириллова, чтобы открыть ему глаза на роман его жены с Липранди и запугать. Кириллов соглашается работать на Соболева и сообщает все, что знает о жене Липранди. Соболев похищает жену Липранди из психушки и прячет ее у Гиви. |
| 17      | Форс-мажор           | 12.09.2024 | Охранника медицинской компании Свиридова убивают ударом монтировки по голове. Его труп находит в своем шкафу директор компании Голунзе. Замдиректора Жабрин вспоминает, что у шефа месяц назад был конфликт с бандитом Ухорезом. Кириллов активно помогает Соболеву подставить Липранди, он сообщает номера машин, которые под видом гуманитарной помощи привозят оружие для партнёров-террористов с Ближнего Востока на склад Неретина. Неретин, воспользовавшись своим ключом, провозит Соболева на склад в багажнике авто. Липранди узнаёт о визите Неретина и похищении жены из психушки... |
| 18      | Таксисты             | 12.09.2024 | В кафе происходит пьяная драка, в ходе которой один из посетителей стреляет в потолок. Официантка сообщает в полицию, когда стрелявший приходит снова. Приехавший наряд задерживает Заварзина, бывшего коллегу Бондарева, уволенного десять лет назад. Но Заварзин отрицает, что стрелял он. Его штрафуют и отпускают. Эксперты выясняют, что особенные пули фигурировали в серии убийств таксистов, которая так и не была раскрыта. И по странному совпадению этим делом занимались Бондарев и его тогдашний напарник Заварзин. К работе подключают отдел Соболева... |
| 19      | Граната на закуску   | 13.09.2024 | Вечером в полуподвальную дворницкую на Тверской, где выпивали после работы слесарь Иван Никитин и дворник Егор Свиридов через окно влетает и взрывается граната. Свиридов и Никитин погибают. На место событий прибывают опера Соболева. В ходе осмотра дворницкой в тайнике находят небольшую партию наркотиков. Первая версия - это результат разборок наркоторговцев между собой, но не все так очевидно. Луиза всё ещё у Бондарева на даче. Она вынуждена отодвигать дела, пока не прояснится ситуация с Полиной и можно будет безопасно вернутся домой. Террористы торопят Липранди со сделкой...Лазарев едет на встречу с родителями Мишкиной, но все идет не по плану. |
| 20      | Афганский вариант    | 13.09.2024 | На Липранди нападают с целью похищения, но появляются бойцы СОБР, скручивают и увозят нападавших. Липранди заказывает киллеру Хаски Соболева, Неретина и свою бывшую жену Татьяну. Полина рассказывает Соболеву, что на него поступил заказ... Неретин приводит из бара домой Хаски, которая точным движением загоняет шпильку ему в шею. Соболев ее задерживает, выведя из-под удара Татьяну. Липранди готов завершить сделку по продаже оружия. Соболев со своими операми готовится к захвату груза. Соболев предлагает Луизе поехать с ним в Сибирь. На ее машину кто-то ставит взрывное устройство... |